# Jacques Eléonor Rouxel de Grancey

Stemma della famiglia Rouxel de Grancey

Jacques Eleonor Rouxel de Grancey (Chalancey, 1655 – Parigi, 1725) è stato un generale francese.

## Biografia
Jacques Eleonor Rouxel, conte di Grancey, conte di Médavy, era un Maresciallo di Francia.
Era il nipote di Jacques de Grancey Rouxel (1605-1680), anch'egli Maresciallo di Francia.
Cadetto nelle Guardie del Corpo all'età di 18 anni, era il brigadiere dell'Armata del Re nel 1688 e tenente generale nel 1702.
Principali azioni militari:
- Conquista della Franca Contea (1674)
- Battaglia di Seneffe (1674)
- Battaglia di Konzer Brucke (1675), dove viene ferito e fatto prigioniero
- Difesa di Bonn (1690)
- Battaglia di Staffarda (1690)
- Conquista di Saluzzo, Nizza e Villefranche (1691)
- Battaglia della Marsaglia (1693), dove viene ferito.
- Battaglia di Luzzara (1702)
- Invasione del Trentino (1703)
- Assedio di Vercelli (1704)
- Assunzione dell'Yvrée (1704)
- Battaglia di Cassano d'Adda (1705)
- Battaglia di Castiglione (1706), la sua più grande vittoria.

Dopo la guerra, venne nominato Governatore Generale del Nivernese e Donzois e delle città di Sedan e Thionville nel 1720. 
Nel 1724 fu nominato Maresciallo di Francia dal re Luigi XV di Francia.
Sposò il 12 giugno 1685 Marie-Thérèse Colbert, nipote di Jean-Baptiste Colbert. 
Ebbero tre figlie, che morirono tutte prima del padre.

## Fonte
- Marescialli di Francia, su vial.jean.free.fr.